# Plethus cruciatus
Plethus cruciatus är en nattsländeart som beskrevs av Georg Ulmer 1951. Plethus cruciatus ingår i släktet Plethus och familjen smånattsländor. Inga underarter finns listade i Catalogue of Life.